# مارانو ویسنتینو
مارانو ویسنتینو (به ایتالیایی: Marano Vicentino) یک کومونه در ایتالیا است که در استان ویچنزا واقع شده‌است.

## خصوصیات
مارانو ویسنتینو ۱۲ کیلومترمربع مساحت و ۹٬۶۲۲ نفر جمعیت دارد و ۱۳۶ متر بالاتر از سطح دریا واقع شده‌است.